# Freihaustheater

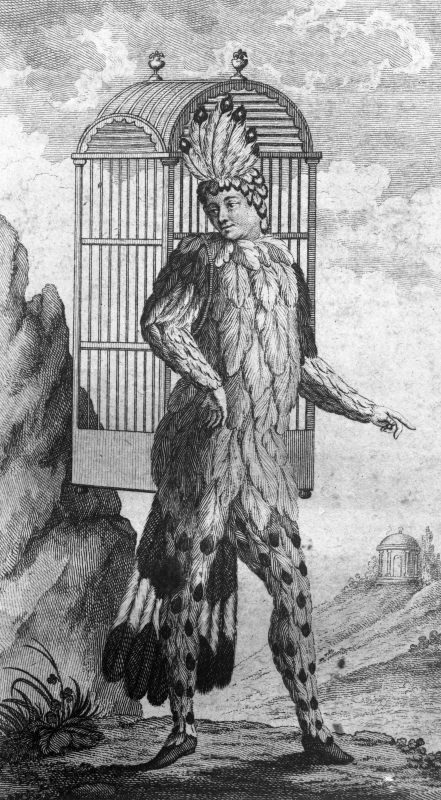
Theaterdirektor Schikaneder als Vogelfänger Papageno in Mozarts Zauberflöte

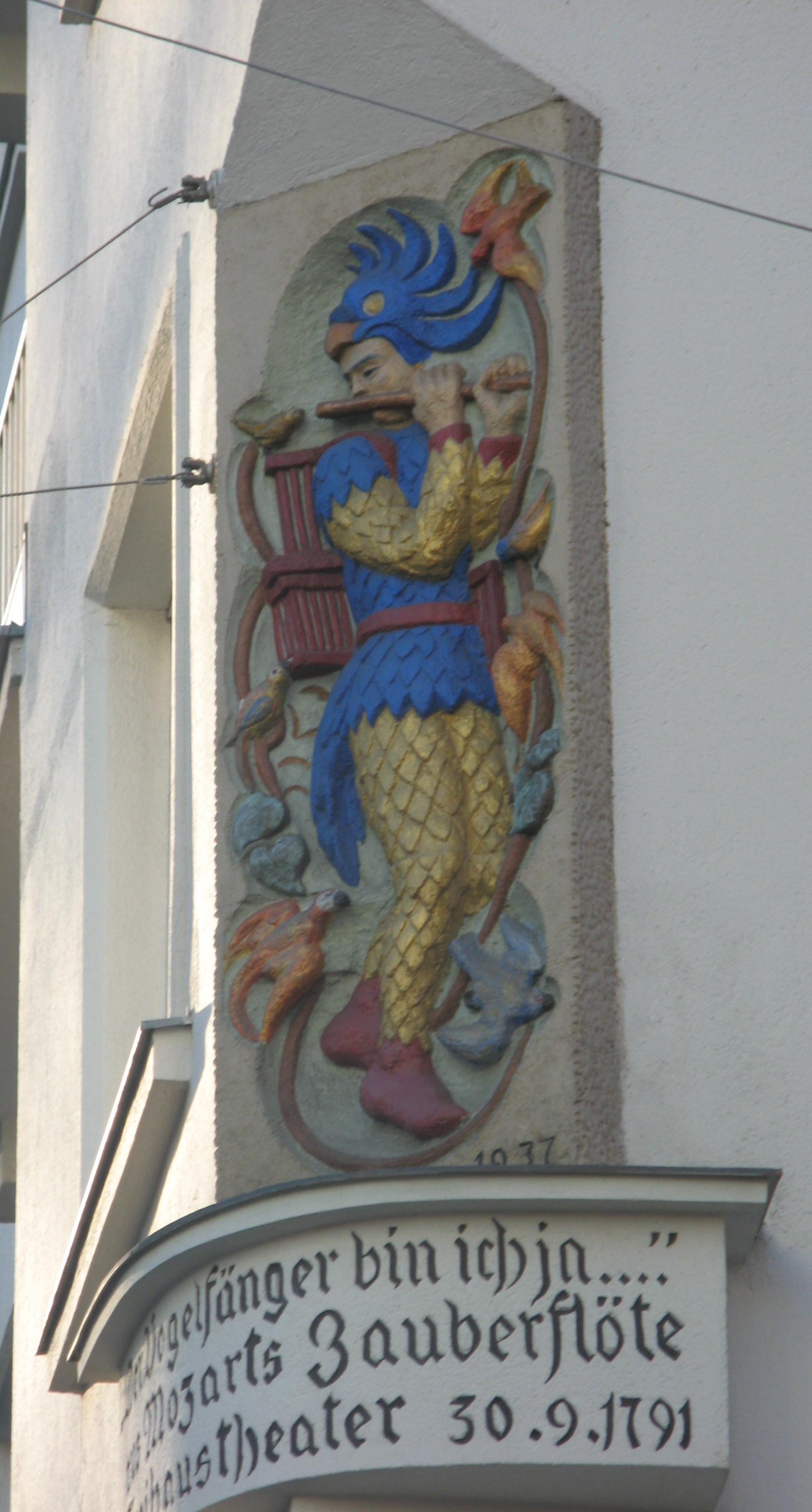
Reliefbild des Papageno (1937) am Papageno-Hof in der Nähe des Standorts des ehemaligen Freihaustheaters, Operngasse

Das Freihaustheater oder Theater auf der Wieden (auf den Theaterzetteln meist Wiedner Theater genannt) war von 1787 bis 1801 ein Theater im Komplex des Freihauses in der Wiener Vorstadt Wieden. Seine heutige Bekanntheit verdankt es der Uraufführung von Wolfgang Amadeus Mozarts Zauberflöte am 30. September 1791, einer Oper, die in diesem Haus insgesamt 223-mal aufgeführt wurde.

## Geschichte
Errichtet wurde das Freihaustheater 1787. Es war damit das zweite Wiener Vorstadttheater nach dem 1781 gegründeten Leopoldstädter Theater. Das Theater stand schräg auf der Fläche der heutigen Operngasse zwischen den heutigen Häusern Operngasse 23 und 32.
Gründer und erster Direktor war Christian Roßbach, der das Freihaustheater am 14. Oktober 1787 mit Erlaubnis des Fürsten Georg Adam von Starhemberg (Besitzer des Freihauskomplexes) sowie Bewilligung der niederösterreichischen Landesregierung eröffnete. Von 1788 bis 1789 leitete Johann Friedel das Haus. 1789 wurde Emanuel Schikaneder Direktor, mit dessen Namen das Freihaustheater seither verbunden war. Von 1790 bis 1793 waren Josef von Bauernfeld und von 1799 bis 1801 Bartholomäus Zitterbart Co-Direktoren mit Schikaneder.
Einer der Kapellmeister im Freihaustheater war Johannes Hummel, Vater des Komponisten Johann Nepomuk Hummel.
Schikaneder und der ebenfalls sehr tüchtige Direktor des Leopoldstädter Theaters Karl von Marinelli standen damals in heftiger Konkurrenz um das theaterfreudige Wiener Publikum. So waren beide gezwungen Theaterproduktionen auf hohem Niveau zu schaffen. Dieser Konkurrenzkampf führte unter anderem auch zur Planung und Entstehung der Oper Die Zauberflöte des bereits damals weithin bekannten Mozart. Durch das Engagement Mozarts, den Schikaneder schon von seiner Gastspieltätigkeit in Salzburg kannte, erhoffte sich der Direktor Vorteile gegenüber dem Leopoldstädter Theater schaffen zu können. Ein weiteres Ergebnis dieser Konkurrenz war die Aufnahme von so genannten Zauberopern, einer neuen Gattung von Stücken, in den Spielplan des Hauses, beispielsweise Der Stein der Weisen oder Die Zauberinsel und die Zauberflöte.
Der Spielplan des Freihaustheaters ist auch heute noch gut bekannt. Es gab Aufführungen aus dem Bereich der Oper, des Balletts (obwohl die Aufführung von Balletten den Hoftheatern vorbehalten war), der Instrumentalmusik und natürlich auch von Sprechstücken, vieler bekannter aber auch weniger bekannter Werke.
1798 spielte Ludwig van Beethoven am Fortepiano eines seiner eigenen Klavierkonzerte im Rahmen einer großen Akademie.
Einen Höhepunkt aus heutiger, aber auch damaliger, Sicht erlebte die Bühne im Freihaus mit der Uraufführung der Zauberflöte am 30. September 1791. Den Text zur Oper hatte der Direktor Emanuel Schikaneder selbst verfasst. Josepha, die älteste Schwester von Mozarts Frau Constanze, sang in der Uraufführung der Zauberflöte die Königin der Nacht. Mozart selbst dirigierte bei dieser Uraufführung und Schikaneder spielte den Papageno. Die Zauberflöte war bereits im Freihaustheater ein außerordentlicher Erfolg und ist bis heute eine der bekanntesten und erfolgreichsten Opern geblieben. Der Mozartbrunnen am Mozartplatz erinnert an die Uraufführung in diesem Theater.
Das zweiterfolgreichste Stück des Theaters im Freihaus war Schikaneders Tyroler Wastl, der hier 118-mal aufgeführt wurde.
Schließlich wollte Fürst Starhemberg den Mietvertrag für das Theater nicht mehr verlängern. Am 12. Juni 1801, also bereits knapp zehn Jahre nach der Uraufführung der Zauberflöte, fand die letzte Vorstellung in diesem Theater statt, in der Schikaneder von der Bühne zum Publikum sprach:
Der Weg ist nicht zu weit,
Der Fluss auch gar nicht breit,
Ein Sprung und ihr seid da!
Nicht wahr, Ihr saget ja!

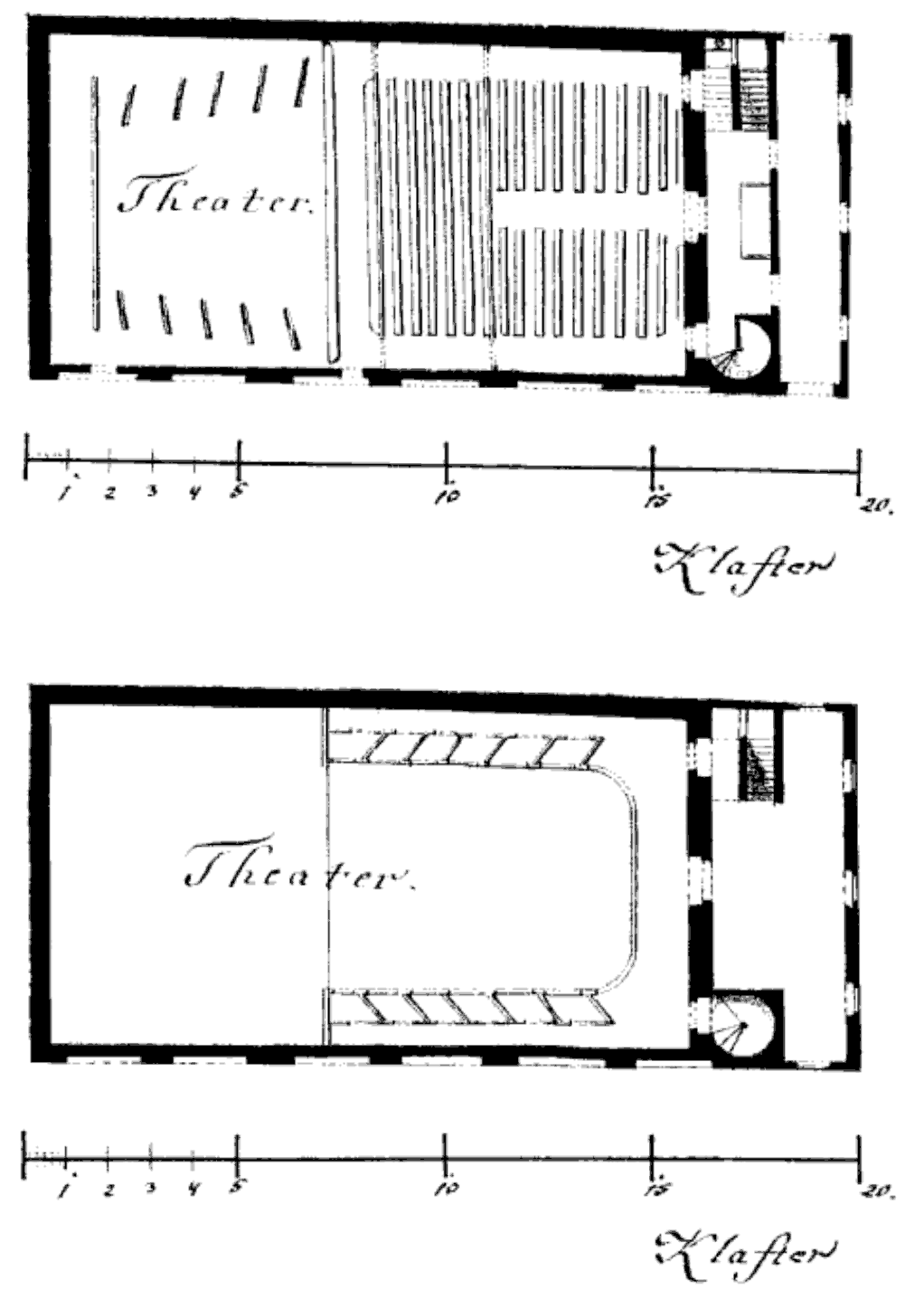
Grundrisse des Erdgeschoßes und ersten Ranges von 1789. St. Pölten, Niederösterreichisches Landesarchiv

Er hatte zuvor im selben Jahr eine Liegenschaft am Wienfluss erworben wo in kürzester Zeit ein neues Theater, das Theater an der Wien, errichtet wurde und eröffnete nunmehr unweit des alten Theaters auf der Wieden am 13. Juni 1801, nur einen Tag nach der Abschiedsvorstellung im Freihaustheater, mit seiner eigenen Oper „Alexander“ (komponiert von Franz Teyber) ein neues Theatergebäude und damit ein weiteres Kapitel der Wiener Theatergeschichte. Das Theater im Freihaus wurde zu Mietwohnungen umgebaut und später abgetragen.

## Bauwerk
Die Pläne für das Theater auf der Wieden stammten vom Landschaftsbaumeister Andreas Zach. Das zweistöckige Gebäude war 30 Meter lang und 15 Meter breit (auf den Plänen erfolgen die Angaben in Klafter). Sein Dach war mit Ziegeln gedeckt und war höher als die Firsthöhe des Freihauses. Äußerlich glich es mehr einer Scheune als einem Theater.
Das Haus hatte vier Tore. Das Haupttor gegen die innere Stadt trug die Nummer 1. Tor Nummer 2 befand sich bei der Bärenmühlgasse, Nummer 3 in der Schleifmühlgasse und Tor Nummer 4 führte zur Wiedner Hauptstraße und dem damals hier gelegenen Naschmarkt. Die beiden Tore zwei und drei waren den Herrschaften vorbehalten.
Das Innere des Hauses umfasste unter anderem das Podium, den Orchesterraum und den einfach bemalten Zuschauerraum mit Parterre noble, Parterre, noble Galerie, der 2. Galerie und insgesamt 20 Logen. Zwischen Parterre und Parterre noble sowie „am Orchester“ befanden sich „Wände von Holz und Tuch“. Ignaz Castelli schrieb: „Auf der Bühne standen zu beiden Seiten des Portals zwei Figuren in Lebensgröße, ein Ritter mit einem Dolch und eine Dame mit einer Larve“. Die Bänke der "noblen Galerie" sowie ein Großteil des "Parterre noble" waren mit Lehnen und „rotem Tuch“ ausgestattet. Insgesamt soll das Freihaustheater Platz für über 1000 Zuschauer geboten haben.

## Repertoire
- Oberon, König der Elfen von Friederike Sophie Seyler nach Christoph Martin Wieland, bearb. von Karl Ludwig Giesecke, 7. November 1789 (Uraufführung)
- Der Stein der Weisen oder Die Zauberinsel von Johann Baptist Henneberg mit Einlagenummern von Franz Xaver Gerl, Wolfgang Amadeus Mozart, Benedikt Schack und Schikaneder, Libretto von Emanuel Schikaneder, 11. September 1790 (Uraufführung)
- Der wohltätige Derwisch von Benedikt Schack, Franz Xaver Gerl und Johann Baptist Henneberg, Libretto von Emanuel Schikaneder, März 1791 (Uraufführung)
- Die Zauberflöte von Wolfgang Amadeus Mozart, 30. September 1791 (Uraufführung)
- Der Tyroler Wastl von Emanuel Schikaneder (Uraufführung)
- Berchtesgadener Symphonie (auch „Kindersinfonie“ genannt) Edmund Angerer zugeschrieben (unter dem Namen von Joseph Haydn) im Rahmen einer musikalischen Akademie am 13. April 1791
- Große Akademie am 27. Oktober 1798 mit Ludwig Fischer, der einige Arien sang, Ludwig van Beethoven am Fortepiano mit einem seiner Klavierkonzerte und der 94. Symphonie („mit dem Paukenschlag)“ von Joseph Haydn
- Don Giovanni von Wolfgang Amadeus Mozart
- Die Hochzeit des Figaro von Wolfgang Amadeus Mozart
- Die Entführung aus dem Serail von Wolfgang Amadeus Mozart
- Titus von Wolfgang Amadeus Mozart, konzertant aufgeführt
- Das Irrlicht von Ignaz Umlauf
- Der Ritter Roland (= Orlando paladino) von Joseph Haydn
- Moses von Franz Xaver Süßmayr
- Babylons Pyramiden erster Akt von Johann Mederitsch, zweiter Akt von Peter von Winter,  1797 (Uraufführung)
- Das Labyrinth (Der Zauberflöte zweyter Theil) von Emanuel Schikaneder mit Musik von Peter von Winter, 12. Juni 1798 (Uraufführung)
- Der bezauberte Baum von Christoph Willibald Gluck
- Alceste von Christoph Willibald Gluck
- Die Geschwister von Johann Wolfgang Goethe
- Macbeth von William Shakespeare
- Alessandro e Campaspe oder Der Sieg Alexanders über sich selbst, Ballett von Jean Georges Noverre
- Mehrere Kinderballette der Truppe Bogner

## Direktoren
- Christian Roßbach (1787–1788)
- Johann Friedel (24. März 1788–1789)
- Emanuel Schikaneder und Josef von Bauernfeld (19. Juli 1790–10. Januar 1793)
- Emanuel Schikaneder (10. Januar 1793–1799)
- Emanuel Schikaneder und Bartholomäus Zitterbart (1799–1801)

## Kapellmeister
- Johann Baptist Henneberg
- Johannes Hummel
- Ignaz von Seyfried (1797–1801)

## Eintrittspreise
Die Eintrittspreise betrugen anfangs zwischen 7 kr. und 5 fl., wurden aber, vor allem unter Schikaneder, der regelmäßig unter Geldnot litt, des Öfteren erhöht. Zur Zeit der Eröffnung des Theaters auf der Wieden betrug der Eintritt:
- Große Loge für acht Personen: 5fl.
- Kleine Loge für 4 Personen: 2 fl. 30 kr.
- Parterre noble und Galerie: 34 kr.
- Zweiter Platz (2. Parterre): 17 kr.
- Letzter Platz (Eintritt zur Galerie): 7 kr.
- Hofloge fallweise für 6 fl. 50kr.